# 香港2007年3月

## 3月1日
（請按此參閱當天之詳細新聞內容）
- 行政長官候選人曾蔭權和梁家傑首次同台，出席由選舉委員會委員所發起的行政長官候選人答問大會。 明報
- 港大民意網站在答問會後調查發現，六成半香港人支持曾蔭權連任行政長官。 星島日報
- 澳洲籍騎師萬成被控向他人提供賽馬貼士罪名成立，成為香港賽馬史上首宗同類案例。 明報[]
- 渣打銀行3月4日星期日之渣打香港國際馬拉松比賽報名人數破紀錄，有4.3萬人。 明報1 明報2

## 3月2日
（請按此參閱當天之詳細新聞內容）
- 死因裁判法庭恢復研訊涉及警員徐步高的三宗槍殺案，裁判官是日分別傳召石圍角邨石桃樓居民、當日到場之警員、及事發後協助救治梁成恩的醫護人員。 明報
- 香港天文台表示本年2月平均氣溫攝氏19.5度，是有記錄以來最高。 明報
- 香港上空在3月4日凌晨將出現月全食的天文現象。 明報
- 食物安全中心呼籲零售商停售某些懷疑受沙門氏菌污染的花生醬產品，市民如已購買有關產品，亦應停止食用。 [來源請求]

## 3月3日
- 為慶祝香港主權移交十周年，中國名畫《五牛圖》及《清明上河圖》將獲安排從北京故宮博物院借到香港展出。 明報
- 銅鑼灣時代廣場外羅素街及堅拿道東的20多棵垂葉榕，被商場當局以「避免禽流感」為理由大幅度修剪，因而惹來批評。 明報
- 36個特殊車牌進行拍賣，惟成交額較當局預期為低。 明報

## 3月4日
（請按此參閱當天之詳細新聞內容）
- 2007年香港國際馬拉松於早上舉行，逾4萬3千人分別參與全馬拉松、半馬拉松及十公里賽事，破歷年紀錄。 明報
- 財政司司長唐英年下午到港島東區，聽取市民對財政預算案的意見。 明報
- 70家設於領匯旗下商場的中式酒樓將於3月6日下午茶時段罷市，抗議領匯不與部份酒樓續約。 明報
- 有組織調查指出，在香港中學生眼中，香港人的身份較中國人更被認同。 明報
- 中國大陸入門網站搜狐網舉行投票，利嘉閣地產、維他奶和莎莎獲網民選為「三大最愛香港品牌」。 明報
- 一列南行的港穗直通車發生故障，逾千名乘客滯留車上一個多小時，期間九廣東鐵服務亦受影響。 明報即時新聞
- 在香港出生的的前丹麥王妃文雅麗放棄王妃名銜，與較她年幼13年的皇室攝影師男友約根森結婚。 明報
- 是日為元宵節，康文署在多個地區舉行綵燈會。 蘋果日報

## 3月5日
- 香港股市持續急挫，恆生指數收市報18665點，跌777點或約4%，為2001年9月12日以來最大的單日跌幅。三月期指更下跌911點。 維基新聞
- 匯豐控股（港交所：0005）公佈2006年全年業績，純利157.89億美元，每股盈利1.4美元，第四次派息為每股0.36美元。 明報
- 前香港政務司司長陳方安生牽頭的核心小組，發表一份政制改革方案，建議在2012年普選香港行政長官，2016年普選香港立法會。 明報
- 有中國大陸報章報道，由於缺乏足夠經費購買適合馬匹，中華人民共和國代表隊可能將缺席由香港協辦的2008年奧運馬術比賽。 明報
- 粉嶺一名老翁捕魚時，不慎捕獲一條食人鯧，大拇指被噬咬而受傷。 明報
- 無綫電視決定於3月12日凌晨12時45分播放不經刪剪粗口的足版《秋天的童話》，並否認是刻意挑戰廣播事務管理局。 明報

## 3月6日
（請按此參閱當天之詳細新聞內容）
- 逾千名在領匯旗下商場經營的酒樓商戶和員工下午發起罷市及遊行，指領匯違反承諾，不跟酒樓續租。 明報1、2
- 死因庭繼續研訊2001年警員梁成恩被殺案，是日繼續傳召專家證人作供。 明報
- 香港電影《伊莎貝拉》在葡萄牙波圖國際電影節中奪得多項殊榮。 香港政府新聞公報 （页面存档备份，存于）
- 政務司司長許仕仁將於3月8日至3月10日前往四川參觀臥龍自然保護區、大熊貓研究中心，以了解中央贈予香港之兩隻大熊貓的挑選狀況。 香港政府新聞公報 （页面存档备份，存于）

## 3月7日
（請按此參閱當天之詳細新聞內容）
- 涉及警員徐步高三案的死因研訊踏入第七天，死因庭傳召兩名專家證人作供。[來源請求]

## 3月8日
- 中文域名.hk在香港正式開放申請。個人或公司名稱登記、繁體或簡體的汉字均可以。→維基新聞
- 昂坪360始用半年，第100萬名旅客是廣州的黎先生，獲贈二人同行乘車卡，可以10年內無限次坐昂坪纜車。 星島日報

## 3月9日
- 政務司司長許仕仁夫婦等人到四川臥龍大熊貓研究中心，挑選為慶祝主權移交十周年所獲贈之一對大熊貓。

## 3月10日
- 市建局決定重建俗稱波鞋街的花園街重建項目。商戶擔心清拆會影響生計，但居民及區議會都表示歡迎。

## 3月11日
- 環保觸覺調查發現，油尖旺區有140個廣告招牌，使用逾1300盞射燈，認為此舉浪費電力且污染環境，團體要求當局立法規管廣告射燈的光度和使用時間。

## 3月12日
- 新界粉嶺聯和墟一間洗衣店發生火警，三人不適送院。 維基新聞
- 香港金融管理局擬於今年6月首度發行塑質鈔票形式的十元紙幣。 明報
- 對於何鴻燊表示能知道誰在特首選舉投白票，人大常委副秘書長喬曉陽表示不相信，香港立法會主席范徐麗泰則認為嚴重打擊香港選舉制度，並促使政府澄清。 明報
- 一名遵理學校自修生應考香港中學會考時，涉嫌找來友人頂包應考成功，直至香港廉政公署收到投訴，調查下揭發事件。 明報

## 3月13日
- 政府拍賣三幅大埔住宅地，共為庫房帶來近61億8千萬港元收益。其中白石角兩幅相鄰地段，由信和、嘉華及南豐合組之財團，分別以21.1億及35億港元投得。而寶湖道的商住用地，則由華懋以5億7千港萬元投得。 明報 （页面存档备份，存于）
- 航空機構Airports Council International評選全球最佳機場，香港國際機場不敵南韓仁川國際機場排第二位。 明報
- 一名老婦在屯門新墟街市遇上寶藥黨騙徒，被騙去12萬港元。 明報
- 有調查顯示15%大學生不知道梁家傑是誰。 明報

## 3月14日
- 因匯豐控股掀起的「次級按揭風暴」，令香港股市市值一日間蒸發4000億港元，恆生指數大跌496點。 明報
- 徐步高事件繼續受審，徐步高涉嫌寫了「活著，我該做什麼？」等字句的字條，警隊心理專家作供。 明報
- 曾提出能知道誰在特首選舉投白票的何鴻燊，否認自己曾說此話。 明報
- 半山區衛城道麥當勞出售的熱香餅內藏有膠片，被判罰款5000港元。
- 是日觀音開庫，大批善信前往香港各區的觀音廟「借庫」，其中紅磡觀音廟最為熱鬧。明報 （页面存档备份，存于）
- 拔萃女書院校園內3棵南洋杉和石栗，樹幹遭齊腰削去，之後未見復元。 明報 （页面存档备份，存于）

## 3月15日
- 由香港八大傳媒合辦的特首選舉論壇，梁家傑在辯材上稍勝，支持度卻遠遠不如曾蔭權。 明報 （页面存档备份，存于）
- 黃道益活絡油爭產案，香港高等法院裁定黃道益勝訴。 明報 （页面存档备份，存于）
- 香港市面最近發現一批仿真度甚高的匯豐銀行款式的假千元紙幣偽鈔，香港警方呼籲市民提高警覺。 明報 （页面存档备份，存于）
- 土瓜灣一名企圖跳樓的女子，用磚擊毀香港消防處價值15萬港元的救生氣墊。
- 2007年香港花卉展覽揭幕，展出35萬株花卉，包括主題花洋葵及自侏羅紀年代已存在的恐龍杉。 明報 （页面存档备份，存于）

## 3月16日
- 2006年尖沙咀警員槍擊案唯一生還者警員冼家強，在死因裁判庭作供。 明報 （页面存档备份，存于）
- 香港立法會完成審議兩鐵合併的營運協議文件。 明報 （页面存档备份，存于）
- 香港旅遊發展局總幹事臧明華因政府未找到繼任人選而獲邀延任一個月。 明報 （页面存档备份，存于）
- 中醫師在接受亞視《今日睇真D》訪問後被人打死，其遺孀興訟索償，被香港高等法院判定敗訴。 明報 （页面存档备份，存于）
- 香港地政總署在土地儲備表新增8幅住宅地皮，其中有2幅市區地皮，估值共達80億港元。 明報 （页面存档备份，存于）
- 香港規劃署提出在尖沙咀區內5條街道，如彌敦道及海防道交界，優先進行美化工程。 明報 （页面存档备份，存于）

## 3月17日
- 一名無業漢被控行使偽鈔罪，於觀塘裁判法院提堂。案情指被告於3月15日在恒生銀行總行存入300張千元大鈔，當中有19張屬偽鈔，被銀行揭發。 明報 （页面存档备份，存于）
- 因為深港西部通道深圳灣口岸的交通交匯處位處中國大陸領土，香港保險業界指1.8萬部香港的士須額外購買中國大陸的第三者保險。 明報 （页面存档备份，存于）
- 鮮魚行學校校董會原本決定停辦學校，在家長和獨立校董極力反對下決定改為繼續爭取辦學。 明報 （页面存档备份，存于）

## 3月18日
- 民間人權陣線及泛民主派立法會議員發起爭取普選遊行，有約5000人參與[來源請求]。

## 3月19日
- 《壹本便利》涉嫌觸犯《防止兒童色情物品條例》，刊登14歲女歌手李蘊性感照片案開審。案件預料會傳召四名證人，並會審訊三天。明報 （页面存档备份，存于）
- 香港海洋公園將於3月31日至5月6日推出「動物全接觸」活動，引入北極狐、北極狼、蜘蛛蟹和海天使等瀕臨絕種的珍奇動物。大公報、文匯報 （页面存档备份，存于）

## 3月20日
（請按此參閱當天之詳細新聞內容）
- 衞生防護中心證實一名9個月大的女嬰感染H9N2型禽流感的個案，她目前已康復出院。這是自2003年以來香港首次有人類感染禽流感。 明報 （页面存档备份，存于）
- 香港政府統計處公布，2006年12月至2007年2月的失業率為4.3%，是自1998年中以來最低。 香港政府新聞公報 （页面存档备份，存于）
- 行政長官會同行政會議，委任高等法院上訴庭法官楊振權，擔任香港教育學院獨立調查委員會主席。 明報 （页面存档备份，存于）
- 來自四川臥龍大熊貓保護中心的一對大熊貓情侶身份公開，將於5月1日前赴香港定居。 明報
- 梁家傑承認於日前的特首選舉辯論中，有關曾蔭權激死了佛利民的言論過於輕佻。 明報 （页面存档备份，存于）
- 恒基地產主席李兆基捐贈4億港元予香港科技大學興建新校園。 明報 （页面存档备份，存于）
- 《壹本便利》刊登未成年少女歌手李蘊濕身性感照片一案，裁判官裁定表證成立。 明報 （页面存档备份，存于）
- 香港地鐵西港島綫工程的預算建造費升兩成至80億港元，預期2013年通車。 明報 （页面存档备份，存于）

## 3月21日
- 跑馬地馬場跑道發現可疑裝置，初步懷疑是遙控噴霧彈。明報 （页面存档备份，存于） 、星島日報 （页面存档备份，存于）
- 曾蔭權表示成功連任後會爭取有六成香港人支持的普選方案，然後向中央政府推介。 明報 （页面存档备份，存于）
- 香港專上學院持續教育聯盟正與香港房屋協會商討，將原預留發展副學士學院的兩幅將軍澳地皮興建副學士學生宿舍。 明報 （页面存档备份，存于）

## 3月22日
- 申訴專員公署指食物環境衞生署檢控程序欠監管，致多宗個案因超出檢控時限而須撤銷檢控。食物環境衞生署署理副署長勞月儀回應表示，該署接納申訴專員的批評及建議，並會作檢討以改善程序。香港都市日報
- 跑馬地馬場於21日發現的可疑裝置，被發現可憑氣壓射出藏於金屬管內的鐵針，更懷疑鐵針沾有有毒化學物。 明報 （页面存档备份，存于）

## 3月23日
- 特首選舉前夕，曾蔭權請來一班歌星、運動員及約4000名市民，在灣仔修頓球場為他造勢。 明報 （页面存档备份，存于）
- 匯豐銀行非執行副主席查史美倫，4月起接替林李翹如出任大學教育資助委員會主席。 明報 （页面存档备份，存于）
- 一名拾荒老伯在旺角被扑頭行劫，強搶其作為10多天生活費的400多港元後逃去無蹤。 明報 （页面存档备份，存于）
- 九龍奧運站樓盤君匯港被附近居民投訴，指其過去兩星期每晚亮燈至午夜的燈光太強。 明報 （页面存档备份，存于）
- 環保署表示將由4月1日起，正式規管揮發性有機化合物產品。 明報 （页面存档备份，存于）

## 3月24日
- 2007年國際自由車環台賽在最後一站台北市政府進行繞圈賽，「亞洲車神」黃金寶以累計成績17小時58分01秒的成績，成為亞洲組的亞軍。維基新聞
- 中環郵政總局發現20封含有粉末的可疑郵件，後證實對人無害。明報 （页面存档备份，存于）
- 就業市場理想，勞工處在3月首22日收到逾4萬個私人機構職位空缺，創歷史新高。 明報 （页面存档备份，存于）
- 香港作曲家及作詞人協會入稟高等法院，向亞洲電視追討566萬港元牌照費用。 明報 （页面存档备份，存于）
- 空中巴士A380第二次抵達香港國際機場，是這次環球飛行之中亞洲區唯一的飛行點。 明報 （页面存档备份，存于）

## 3月25日
- 2007年香港行政長官選舉，曾蔭權以649票當選成為第三屆行政長官，而梁家傑則取得123票支持。→維基新聞
- 由何秀蘭等發起的「全民投票實踐計劃」於特首選舉日的同日於29個地方設立票站舉行全民投票，共吸引約8,200多人投票。→維基新聞1、2

## 3月26日
- 發生於1999年的報販霞姐被殺案在高等法院審結，三名被告謀殺罪名成立判處終身監禁，另一名被告則誤殺罪名判處監禁12年。明報[]

## 3月27日
- 政府委任田北俊接替出任香港旅遊發展局主席達六年之久的周梁淑怡為新任旅發局主席。香港政府新聞網

## 3月28日
- 中國染廠及香港興業創辦人、大紫荊勳賢查濟民在養和醫院病逝，亨年93歲。 明報[]
- 添馬艦發展工程的設計方案假金鐘道政府合署高座大堂作公開展覽。 明報

## 3月29日
- 香港教育學院風波中，教院校長莫禮時作供指教統局局長李國章曾警告指若教院不肯跟中大合併，最終會被「蹂躪」。 明報 （页面存档备份，存于）
- 香港警務處商業罪案調查科拘捕18人，涉嫌在公開招股虛報身份證號碼重複提交申請表，以增加中籤機會。 明報 （页面存档备份，存于）
- 香港八大院校第三輪配對補助金中，院校共籌得15.83億港元，獲政府配對8.88億港元。 明報 （页面存档备份，存于）
- 市區重建局與長實集團商討九龍城衙前圍村重建，後者初步答允保留圍村天后廟和牌樓的古蹟作景點。 明報[]

## 3月30日
- 政府動用九千萬港元推行一連串活動慶祝特區成立十周年。香港政府新聞公報 （页面存档备份，存于）
- 將軍澳厚德街市的三級火焚燒達14小時，近半舖位被毀。 明報 （页面存档备份，存于）
- 食物安全中心驗出六成市面白飯魚樣本被違法添加防腐劑甲醛。 明報[]
- 4D超立體巨幕影館於香港國際機場開幕，為全亞洲最大銀幕。 明報 （页面存档备份，存于）
- 香港測量師學會建議把物業實用面積更名為銷售面積，以滅少出售樓面多於可建樓面的問題。 明報[]

## 3月31日
- 香港馬匹「爪皇凌雨」奪得杜拜司馬經典賽冠軍，奪得二千三百多萬港元獎金，是首匹在杜拜賽事中奪冠的本港馬匹。另外，「牛精福星」亦在杜拜世界盃賽事中奪得第三名。香港賽馬會網頁、新聞稿 （页面存档备份，存于）
- 一輛的士在荃灣大涌路被30噸重的貨櫃壓著，司機與一名乘客奇蹟生還。 明報[]
- 香港海洋公園引入北極狼及北極狐作短期展覽，藉此宣傳全球暖化危機。 明報 （页面存档备份，存于）
- 為期3年半的智能身份證換領計劃正式結束，但約50萬名香港市民仍未換證。 明報 （页面存档备份，存于）
- 成功連任的行政長官曾蔭權在電台節目中表示，是時候修正政府官員的精英心態。 明報 （页面存档备份，存于）
- 香港中文大學醫學院一項研究，推算出香港約有18萬名成年人患鬱躁症。 明報 （页面存档备份，存于）
- 香港單車手黃金寶在世界單車場地錦標賽奪冠，成為世界冠軍選手。 明報 （页面存档备份，存于）

| 香港新聞動態 |
| \| - 2024年香港：1月 - 2月 - 3月 - 4月 - 5月 - 6月 - 7月 - 8月 - 9月 - 10月 - 11月 - 12月 - 2023年香港：1月 - 2月 - 3月 - 4月 - 5月 - 6月 - 7月 - 8月 - 9月 - 10月 - 11月 - 12月 - 2022年香港：1月 - 2月 - 3月 - 4月 - 5月 - 6月 - 7月 - 8月 - 9月 - 10月 - 11月 - 12月 - 2021年香港：1月 - 2月 - 3月 - 4月 - 5月 - 6月 - 7月 - 8月 - 9月 - 10月 - 11月 - 12月 - 2020年香港：1月 - 2月 - 3月 - 4月 - 5月 - 6月 - 7月 - 8月 - 9月 - 10月 - 11月 - 12月 - 2019年香港：1月 - 2月 - 3月 - 4月 - 5月 - 6月 - 7月 - 8月 - 9月 - 10月 - 11月 - 12月 - 2018年香港：1月 - 2月 - 3月 - 4月 - 5月 - 6月 - 7月 - 8月 - 9月 - 10月 - 11月 - 12月 - 2017年香港：1月 - 2月 - 3月 - 4月 - 5月 - 6月 - 7月 - 8月 - 9月 - 10月 - 11月 - 12月 - 2016年香港：1月 - 2月 - 3月 - 4月 - 5月 - 6月 - 7月 - 8月 - 9月 - 10月 - 11月 - 12月 - 2015年香港：1月 - 2月 - 3月 - 4月 - 5月 - 6月 - 7月 - 8月 - 9月 - 10月 - 11月 - 12月 - 2014年香港：1月 - 2月 - 3月 - 4月 - 5月 - 6月 - 7月 - 8月 - 9月 - 10月 - 11月 - 12月 - 2013年香港：1月 - 2月 - 3月 - 4月 - 5月 - 6月 - 7月 - 8月 - 9月 - 10月 - 11月 - 12月 - 2012年香港：1月 - 2月 - 3月 - 4月 - 5月 - 6月 - 7月 - 8月 - 9月 - 10月 - 11月 - 12月 - 2011年香港：1月 - 2月 - 3月 - 4月 - 5月 - 6月 - 7月 - 8月 - 9月 - 10月 - 11月 - 12月 - 2010年香港：1月 - 2月 - 3月 - 4月 - 5月 - 6月 - 7月 - 8月 - 9月 - 10月 - 11月 - 12月 - 2009年香港：1月 - 2月 - 3月 - 4月 - 5月 - 6月 - 7月 - 8月 - 9月 - 10月 - 11月 - 12月 - 2008年香港：1月 - 2月 - 3月 - 4月 - 5月 - 6月 - 7月 - 8月 - 9月 - 10月 - 11月 - 12月 - 2007年香港：1月 - 2月 - 3月 - 4月 - 5月 - 6月 - 7月 - 8月 - 9月 - 10月 - 11月 - 12月 - 2006年香港：1月 - 2月 - 3月 - 4月 - 5月 - 6月 - 7月 - 8月 - 9月 - 10月 - 11月 - 12月 - 2005年香港：1月 - 2月 - 3月 - 4月 - 5月 - 6月 - 7月 - 8月 - 9月 - 10月 - 11月 - 12月 - 2004年香港：1月 - 2月 - 3月 - 4月 - 5月 - 6月 - 7月 - 8月 - 9月 - 10月 - 11月 - 12月 - 2003年香港：1月 - 2月 - 3月 - 4月 - 5月 - 6月 - 7月 - 8月 - 9月 - 10月 - 11月 - 12月 - 2002年香港：1月 - 2月 - 3月 - 4月 - 5月 - 6月 - 7月 - 8月 - 9月 - 10月 - 11月 - 12月 - 2001年香港：1月 - 2月 - 3月 - 4月 - 5月 - 6月 - 7月 - 8月 - 9月 - 10月 - 11月 - 12月 - 2000年香港：1月 - 2月 - 3月 - 4月 - 5月 - 6月 - 7月 - 8月 - 9月 - 10月 - 11月 - 12月 - 1999年香港：1月 - 2月 - 3月 - 4月 - 5月 - 6月 - 7月 - 8月 - 9月 - 10月 - 11月 - 12月 - 1998年香港：1月 - 2月 - 3月 - 4月 - 5月 - 6月 - 7月 - 8月 - 9月 - 10月 - 11月 - 12月 - 1997年香港：1月 - 2月 - 3月 - 4月 - 5月 - 6月 - 7月 - 8月 - 9月 - 10月 - 11月 - 12月 參 \| |
| - 2024年香港：1月 - 2月 - 3月 - 4月 - 5月 - 6月 - 7月 - 8月 - 9月 - 10月 - 11月 - 12月 - 2023年香港：1月 - 2月 - 3月 - 4月 - 5月 - 6月 - 7月 - 8月 - 9月 - 10月 - 11月 - 12月 - 2022年香港：1月 - 2月 - 3月 - 4月 - 5月 - 6月 - 7月 - 8月 - 9月 - 10月 - 11月 - 12月 - 2021年香港：1月 - 2月 - 3月 - 4月 - 5月 - 6月 - 7月 - 8月 - 9月 - 10月 - 11月 - 12月 - 2020年香港：1月 - 2月 - 3月 - 4月 - 5月 - 6月 - 7月 - 8月 - 9月 - 10月 - 11月 - 12月 - 2019年香港：1月 - 2月 - 3月 - 4月 - 5月 - 6月 - 7月 - 8月 - 9月 - 10月 - 11月 - 12月 - 2018年香港：1月 - 2月 - 3月 - 4月 - 5月 - 6月 - 7月 - 8月 - 9月 - 10月 - 11月 - 12月 - 2017年香港：1月 - 2月 - 3月 - 4月 - 5月 - 6月 - 7月 - 8月 - 9月 - 10月 - 11月 - 12月 - 2016年香港：1月 - 2月 - 3月 - 4月 - 5月 - 6月 - 7月 - 8月 - 9月 - 10月 - 11月 - 12月 - 2015年香港：1月 - 2月 - 3月 - 4月 - 5月 - 6月 - 7月 - 8月 - 9月 - 10月 - 11月 - 12月 - 2014年香港：1月 - 2月 - 3月 - 4月 - 5月 - 6月 - 7月 - 8月 - 9月 - 10月 - 11月 - 12月 - 2013年香港：1月 - 2月 - 3月 - 4月 - 5月 - 6月 - 7月 - 8月 - 9月 - 10月 - 11月 - 12月 - 2012年香港：1月 - 2月 - 3月 - 4月 - 5月 - 6月 - 7月 - 8月 - 9月 - 10月 - 11月 - 12月 - 2011年香港：1月 - 2月 - 3月 - 4月 - 5月 - 6月 - 7月 - 8月 - 9月 - 10月 - 11月 - 12月 - 2010年香港：1月 - 2月 - 3月 - 4月 - 5月 - 6月 - 7月 - 8月 - 9月 - 10月 - 11月 - 12月 - 2009年香港：1月 - 2月 - 3月 - 4月 - 5月 - 6月 - 7月 - 8月 - 9月 - 10月 - 11月 - 12月 - 2008年香港：1月 - 2月 - 3月 - 4月 - 5月 - 6月 - 7月 - 8月 - 9月 - 10月 - 11月 - 12月 - 2007年香港：1月 - 2月 - 3月 - 4月 - 5月 - 6月 - 7月 - 8月 - 9月 - 10月 - 11月 - 12月 - 2006年香港：1月 - 2月 - 3月 - 4月 - 5月 - 6月 - 7月 - 8月 - 9月 - 10月 - 11月 - 12月 - 2005年香港：1月 - 2月 - 3月 - 4月 - 5月 - 6月 - 7月 - 8月 - 9月 - 10月 - 11月 - 12月 - 2004年香港：1月 - 2月 - 3月 - 4月 - 5月 - 6月 - 7月 - 8月 - 9月 - 10月 - 11月 - 12月 - 2003年香港：1月 - 2月 - 3月 - 4月 - 5月 - 6月 - 7月 - 8月 - 9月 - 10月 - 11月 - 12月 - 2002年香港：1月 - 2月 - 3月 - 4月 - 5月 - 6月 - 7月 - 8月 - 9月 - 10月 - 11月 - 12月 - 2001年香港：1月 - 2月 - 3月 - 4月 - 5月 - 6月 - 7月 - 8月 - 9月 - 10月 - 11月 - 12月 - 2000年香港：1月 - 2月 - 3月 - 4月 - 5月 - 6月 - 7月 - 8月 - 9月 - 10月 - 11月 - 12月 - 1999年香港：1月 - 2月 - 3月 - 4月 - 5月 - 6月 - 7月 - 8月 - 9月 - 10月 - 11月 - 12月 - 1998年香港：1月 - 2月 - 3月 - 4月 - 5月 - 6月 - 7月 - 8月 - 9月 - 10月 - 11月 - 12月 - 1997年香港：1月 - 2月 - 3月 - 4月 - 5月 - 6月 - 7月 - 8月 - 9月 - 10月 - 11月 - 12月 參       |

1. ↑  容量有限，本表只列出香港回歸以來各年各月香港新聞動態。關於更早年代的各年各月香港新聞動態，詳見於某年香港（某年表示1997年之前的公曆年份）。